# Afrikanskt kärleksgräs
Afrikanskt kärleksgräs (Eragrostis curvula) är en gräsart som först beskrevs av Heinrich Adolph Schrader, och fick sitt nu gällande namn av Christian Gottfried Daniel Nees von Esenbeck. Enligt Catalogue of Life ingår Afrikanskt kärleksgräs i släktet kärleksgrässläktet och familjen gräs, men enligt Dyntaxa är tillhörigheten istället släktet kärleksgrässläktet och familjen gräs. Arten förekommer tillfälligt i Sverige, men reproducerar sig inte. Inga underarter finns listade i Catalogue of Life.

## Bildgalleri

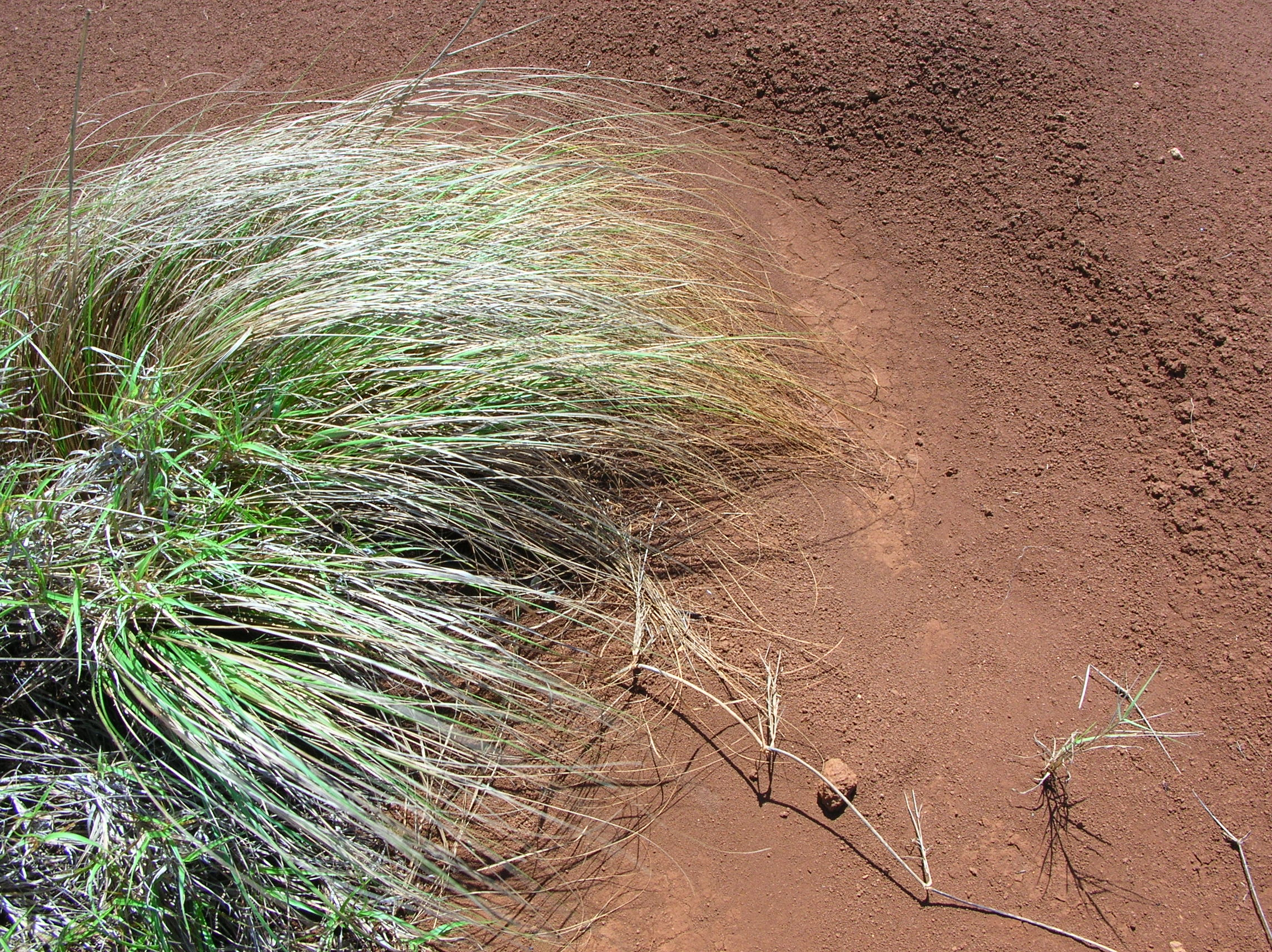
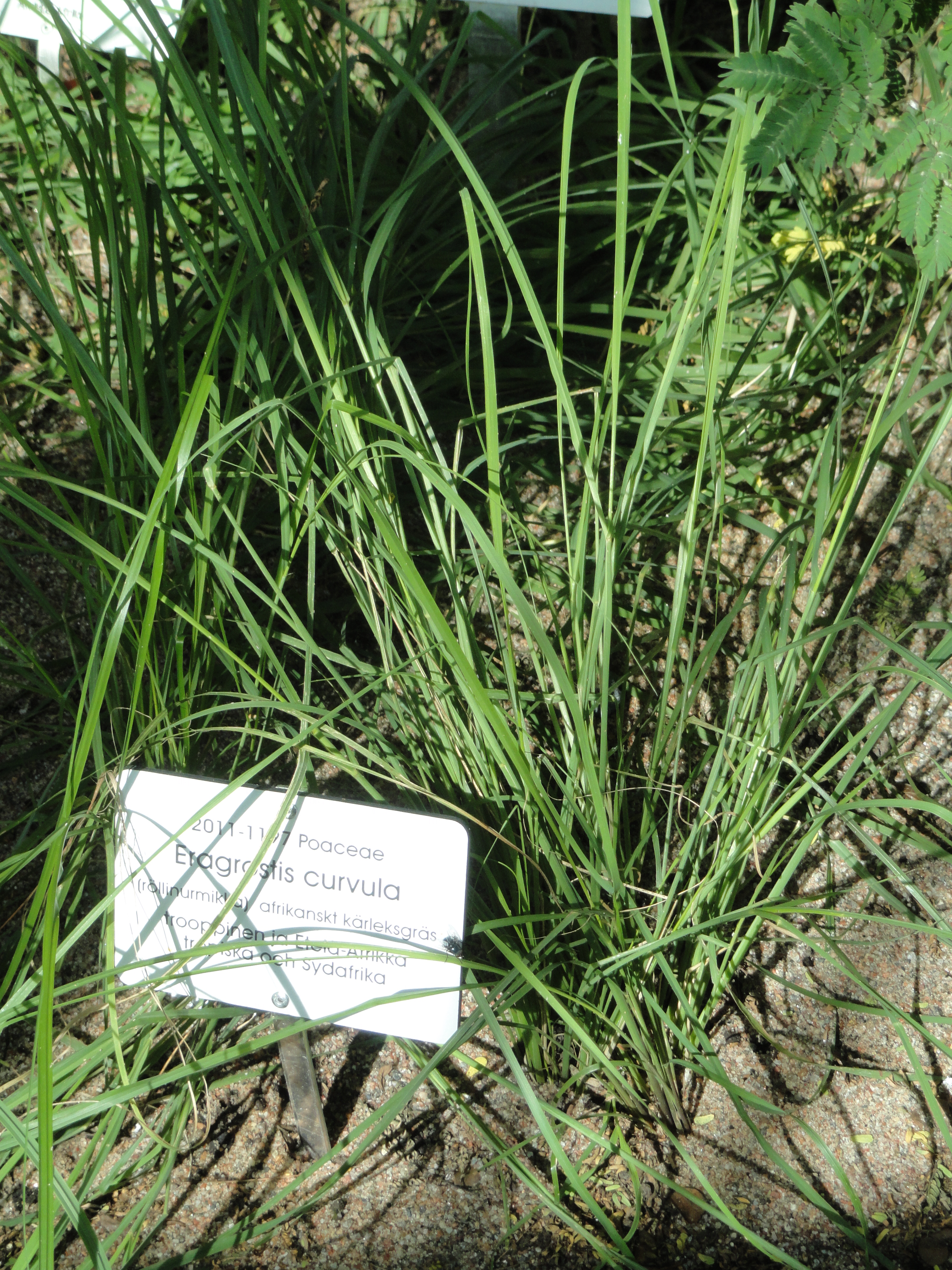
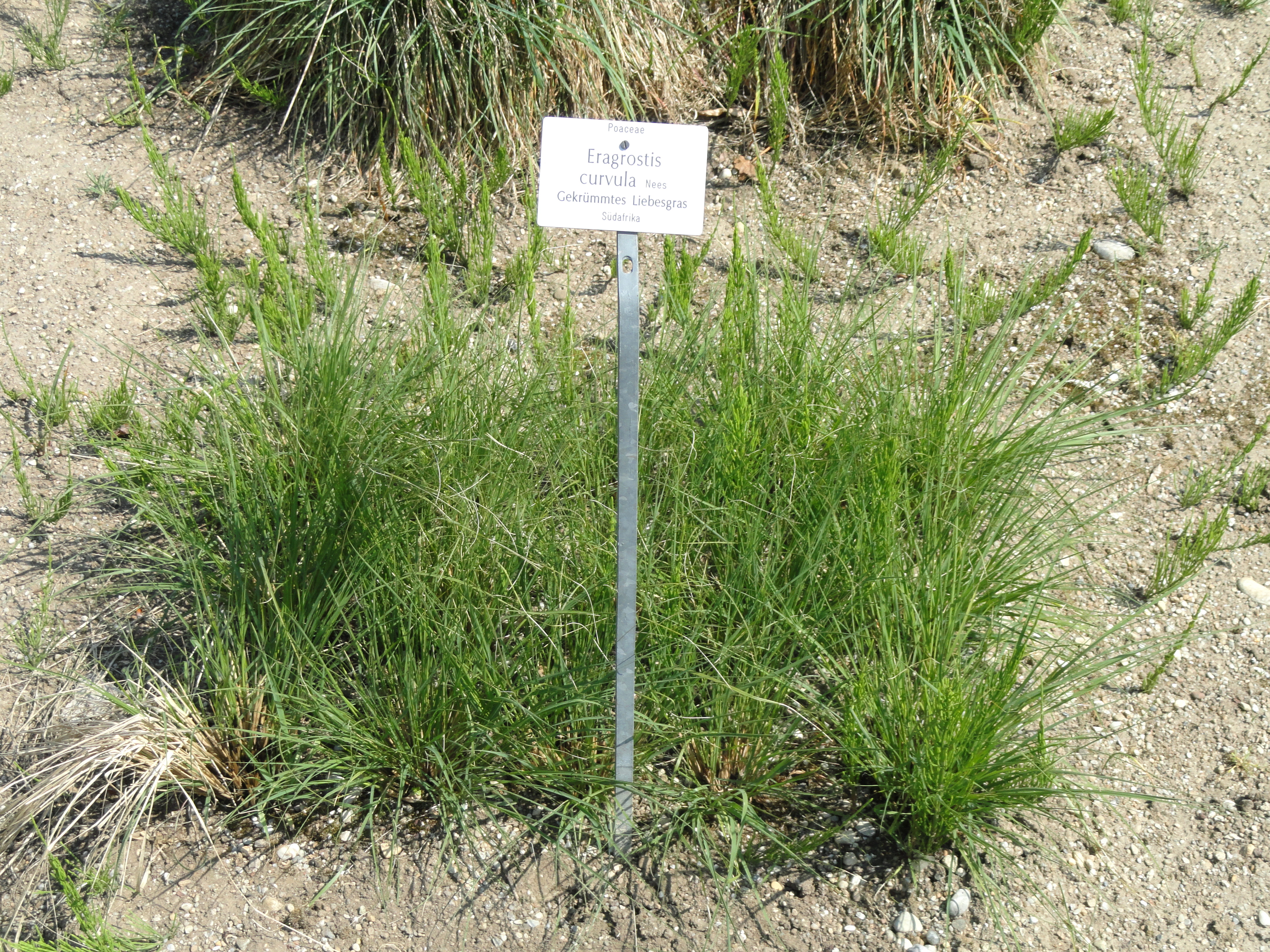
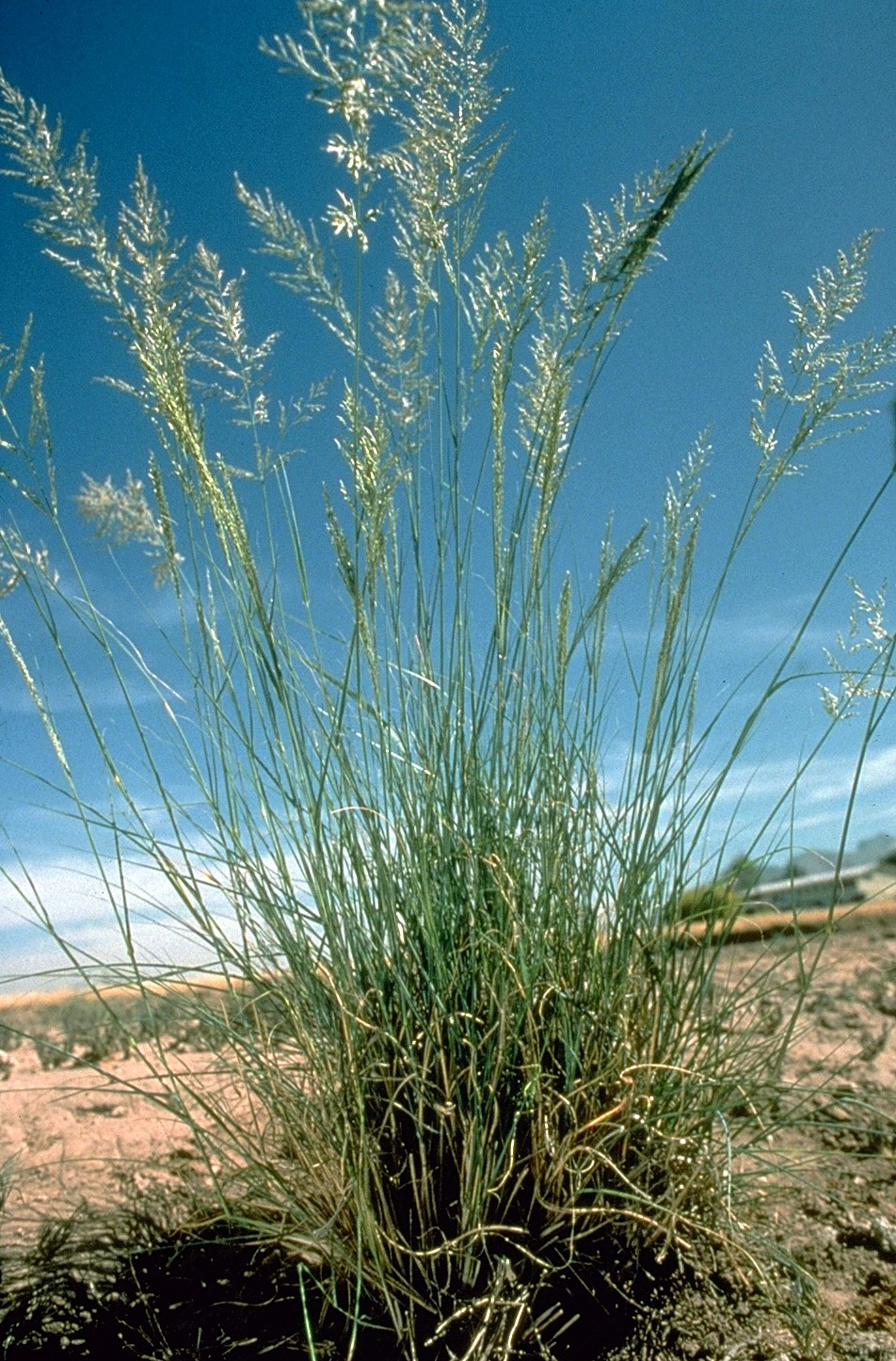